# Nepomuk (Boêmia Central)
Nepomuk é uma comuna checa localizada na região da Boêmia Central, distrito de Příbram.